# جنرال الجيش (رتبة عسكرية)
جنرال الجيش رتبة عسكرية، عادة ما يكون جنرال الجيش هو أعلى رتبة مستخدمة في وقت السلم. يُطلق على المركز المكافئ في دول الكومنولث و الولايات المتحدة والعديد من البلدان الأخرى ببساطة اسم جنرال أو رتبة أربع نجوم.

## رتبة جنرال الجيش حسب الدولة
- جنرال الجيش (فرنسا)
- جنرال الجيش (ألمانيا الشرقية)
- جنرال الجيش (روسيا)
  - جنرال الجيش (الاتحاد السوفيتي)
- جنرال الجيش (مملكة يوغوسلافيا)

## شارة جنرال الجيش

فريق أول Fariq 'awal Général d'armée (القوات البرية الجزائرية)
General de exército (Angolan Army)
Բանակի գեներալ Banaki general (الجيش الأرمني  [لغات أخرى]‏)
General de ejército (الجيش البوليفي  [لغات أخرى]‏)
General de exército (القوات البرية البرازيلية)
Général d'armée (Burkina Faso Army  [لغات أخرى]‏)
Général d'armée (Cameroon Ground Forces  [لغات أخرى]‏)
Général d'armée (Central African Ground Forces  [لغات أخرى]‏)
Général d'armée (القوات البرية التشادية  [لغات أخرى]‏)
General de ejército (Chilean Army)
Général d'armée (Land Forces of the DR Congo  [لغات أخرى]‏)
Général d'armée (Ground Forces of Côte d'Ivoire  [لغات أخرى]‏)
General de ejército (القوات المسلحة الثورية الكوبية)
Armádní generál (القوات المسلحة التشيكية)
General de ejercito (Ecuadorian Army)
Général d'armée  [لغات أخرى]‏ (القوات البرية الفرنسية)
Général d'armée (القوات المسلحة الغينية)
Армия генералы Armiya generaly (Kazakh Ground Forces)
Général d'armée (Malagasy Ground Forces  [لغات أخرى]‏)
Général d'armée (القوات المسلحة المالية)
Général d'armée (القوات البرية الملكية المغربية)
General de ejército (عسكرية نيكاراغوا)
General de ejército (Paraguayan Army)
General de ejército (الجيش البيروفي)
Генера́л а́рмии قائد عام للجيش (القوات البرية الروسية)
General de ejército  [لغات أخرى]‏ (الجيش الملكي الإسباني)
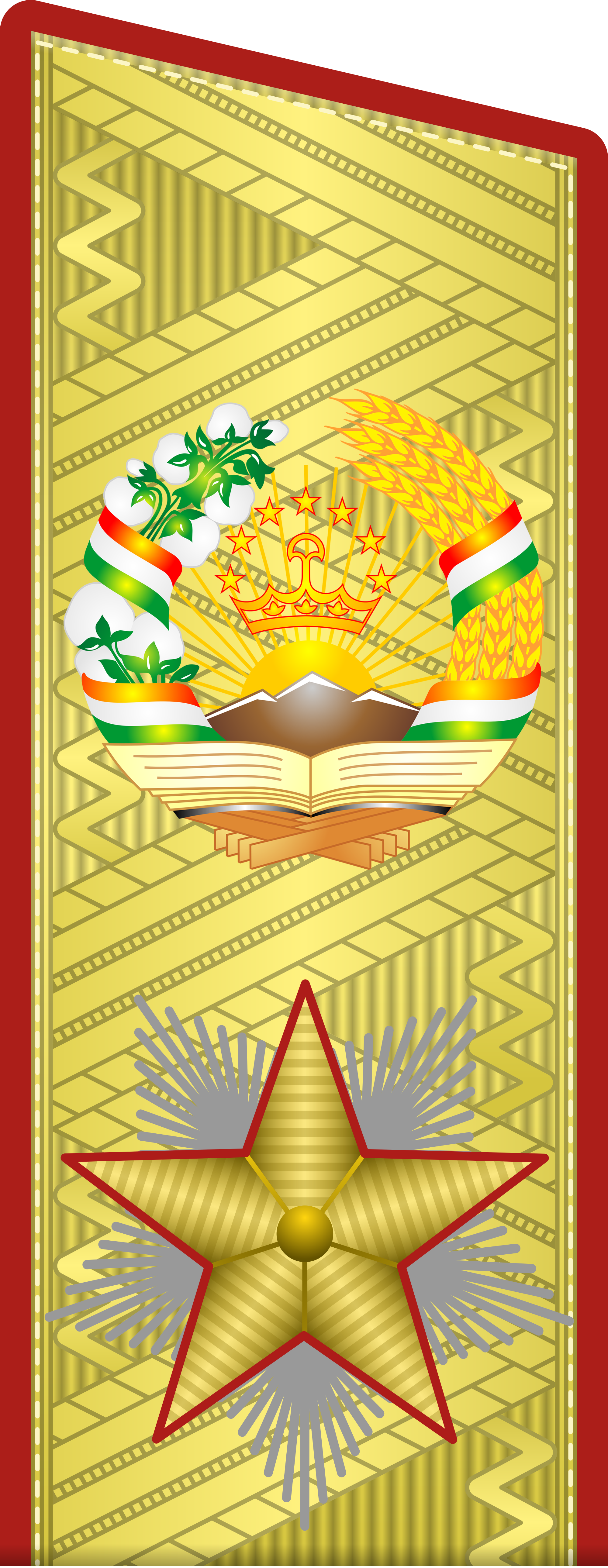
Генерали артиш Generali artiş (Tajik Ground Forces)
Armiya generali (Uzbek Ground Forces)

## شارة جنرال الجيش في سلاح الطيران

Բանակի գեներալ Banaki general (القوات الجوية الأرمينية)
Général d'armée (Air Force of Burkina Faso  [لغات أخرى]‏)
Général d'armée aérienne (Cameroon Air Force)
Général d'armée (Air Force of the DR Congo  [لغات أخرى]‏)
Général d'armée (Ivory Coast Air Force)
General de ejército (Cuban Air and Air Defense Force  [لغات أخرى]‏)
Armádní generál (سلاح الجو التشيكي)
Général d'armée aérienne (القوات الجوية الفرنسية)
Général d'armée (Gabonese Air Force)
Армия Генералы Armiya generaly (Kazakh Air Defense Forces)
Général d'armée (Malagasy Air force  [لغات أخرى]‏)
Général d'armée aerienne (القوات الملكية الجوية المغربية)
General de ejército (Nicaraguan Air Force)
Армиски Генерал Armiski general (North Macedonia Air Brigade)
генера́л а́рмии General armii (القوات الجوفضائية الروسية)